# Texas Ranger Division
A Texas Rangers Division, elterjedtebb nevén a Texas Rangers egy állami rendőri szerv az USA Texas államában. 1823-ban alapították, hivatalosan azonban csak 1835-ben ismerték el.

## Feladata
Eredeti feladata a határmenti települések védelme és a rendfenntartás volt. Ma önálló szervként Texas Állam Közbiztonsági Minisztériuma (Department of Public Safety) alá tartozik az állami rendőrséggel (Texas State Police) együtt. Nem egyenruhás szerv, a texas ranger-ek általában civil ruhát, cowboy-kalapot és jól látható helyen a legendás jelvényt (Egy körben foglalt ötágú csillag) viselik. A szervezet főleg bűnügyi rendőrségként működik, nyomozati munkát végez, bűntényeket derít fel, szökevényeket és körözött személyeket fog el. Irányítószerve a rendőrséghez hasonlóan az Államügyészség. Emellett speciális feladatokkal is rendelkezik, például Texas állam kormányzójának testőrei is texas ranger-ek. Az állami rendőrségnél megbecsültebb szerv, tagjait általában az állami rendőrség kiváló embereiből szervezik. Néhány éve szóba került a szervezet feloszlatása vagy integrációja az állami rendőrségbe, a texasiak legtöbbje azonban ragaszkodik a 19. századi vadnyugatot idéző Texas Rangers-hez, ezért a szervezet máig önálló maradt, és kiemelkedő eredményeket ér el a bűnüldözés terén. Emellett egy kormányzói rendelet értelmében „felette áll bármely más rendvédelmi szervnek az államban”, azaz egyfajta állami szintű Szövetségi Nyomozóirodaként is működhet, tagjai Texas állam területén végezhetnek nyomozást, hatáskörük nem korlátozódik egy-egy közigazgatási egységre.
A Texas Rangeröket jól ismerhetjük a Walker, a texasi kopó című világhírű amerikai sorozatból, melynek Chuck Norris (Cordell Walker) a főszereplője.